# 安汶
安汶（直译：「圣母领报」），又譯安波那，是印度尼西亞馬魯古省省會及安汶島上的主要港口城市。安汶也被稱為“美麗的安汶”（Ambon Manise）。安汶地处马鲁古群岛中部，是马鲁古群岛的最大城市。如今，安汶市已成为马鲁古群岛航运、旅游和教育的中心。2010年时，安汶有人口330,335。
随着经济的增长和发展，安汶被列为印尼东部的主要城市。1996 - 2002年间，这一地区因种族仇视而导致社会动荡不安。但是现今的安汶已经发展成了印尼东部最发达的城市之一。
安汶是座多元化的城市，居民包括摩鹿加人、爪哇人、巴厘人、布顿人、布吉人、望加锡人、巴布亚人、米纳哈萨人、米南加保人，还有弗洛勒斯、松巴、阿洛和帝汶等地的部落民族。此外还有许多外国血统居民，如华人、阿拉伯人、西班牙人、德意志人、葡萄牙人和荷兰人。安汶是基督教在此地区的传教中心，城市和周边岛屿有许多基督徒，以及在印度尼西亚大部分地区属于多数人的穆斯林。

## 历史

### 殖民时代
葡萄牙殖民者弗朗西斯科·塞拉（Francisco Serrao）在1512年首次来到安汶，1526年成为葡萄牙的殖民地。安汶城建于1575年，该城最初的名称是圣母领报城（Nossa Senhora de Anunciada），由葡萄牙马鲁古总督桑舒·德瓦斯康塞洛斯（Sancho de Vasconcelos）建立。1600年，荷兰人在安汶岛加入抗葡联盟，并取得了从Hitu购买香料的唯一权利。葡萄牙殖民者在1609年遭荷兰人驱逐。1623年时，10名英国人、9名日本人和1名葡萄牙人在安汶被荷兰殖民者指控叛国罪并将之处决，另有4名英国人和2名日本人被赦免。1623年3月9日遭斩首，称为安汶大屠杀。事件导致英国人定居点被摧毁。英国人于1796到1803年短暂统治安汶岛，1810年再次统治，1814年复归荷兰人控制。此后直到1942年日军攻入安汶岛，安汶一直在荷兰的统治之下。

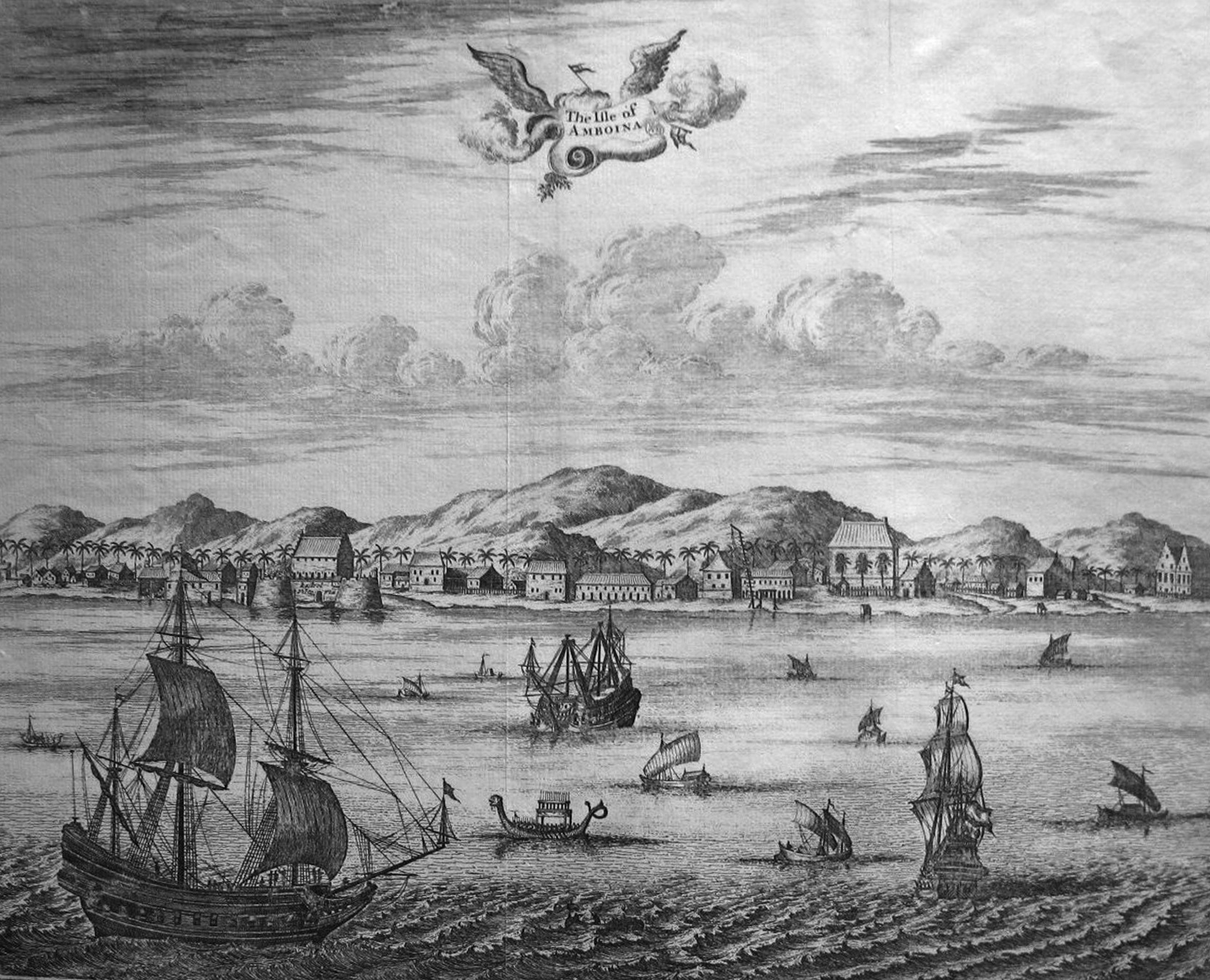
17世纪葡萄牙统治下的安汶

在荷兰统治时期，安汶既是荷兰人的居民点，也是马鲁古军事司令官的所在地。城镇由维多利亚堡（Fort Victoria）保护，1911年的一本百科全书将其描述为“一座绿化良好街道宽敞的小镇”。这时的人口分为市民（orang burger）和村民（orang negri）。前者是原住民，享有老荷兰东印度公司授予他们祖先的一些特权，还包括荷兰人、一些阿拉伯人、华人和少数葡萄牙人定居者。
1902年12月22日，荷属新几内亚宗座监牧在安汶成立，1961年1月3日变为现在的天主教安汶教区。
安汶岛是荷兰一个重要的海军基地，1942年被日军占领，1945年印度尼西亚共和国宣布独立，日本陆軍武装解除。
1972年11月17日，安汶市历史研究会经多方研讨确认1575年9月7日为安汶市的建城日，1973年9月7日庆祝第一个安汶诞辰日。

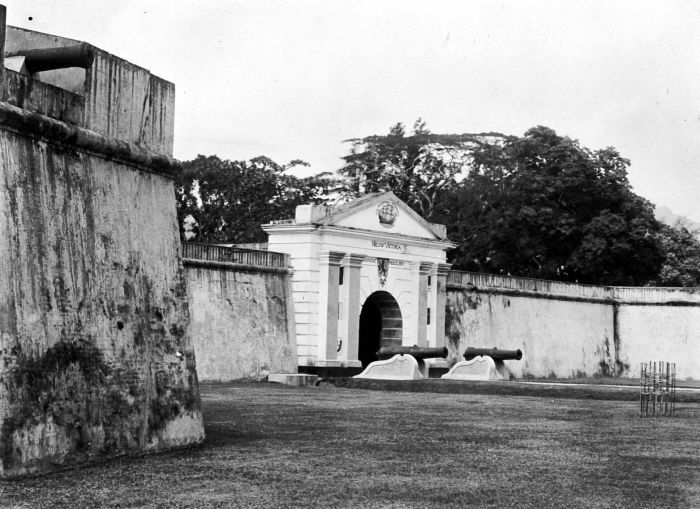
1928年的维多利亚堡(Fort Victoria)

### 独立以来的冲突
因南马鲁古共和国的叛乱，1950年时的安汶是反抗印度尼西亚统治的中心，大多数人忠于当地南马鲁古共和国割据政权的独立运动。1950年印尼政府出兵马鲁古，几个月后重新占领这座城市。许多重要的建筑在内战期间遭到严重损毁，例如南马鲁古共和国的主要基地维多利亚堡。

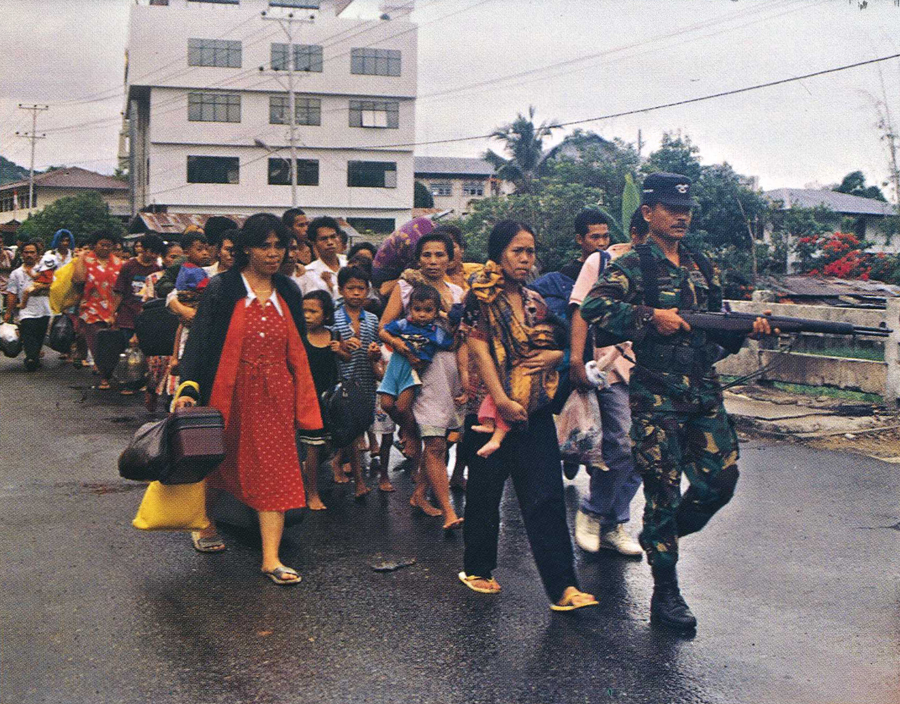
1999年印尼军方从安汶撤离难民

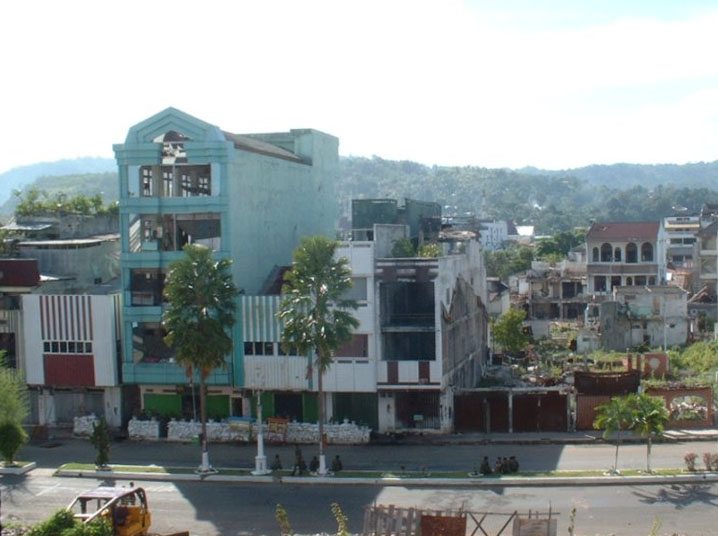
2001年安汶市一栋在马鲁古教派冲突中被破坏的建筑

1958年4月到5月宇宙斗争宪章在北苏拉威西省叛乱期间，美国支持叛乱分子并对其提供支援。基地設在台湾的中央情报局的掩护机构民航空运公司飞行员驾驶中情局B-26轻型轰炸机在安汶及其附近反复轰炸并扫射目标。4月27日，中情局突袭了军事指挥所、一座油库和荷兰壳牌石油公司的建筑。对壳牌石油的攻击是有目的的：中情局下令打击外资企业的商业利益以驱使外商离开印尼、破坏其经济。第二天，同一名中情局飞行员轰炸了婆罗洲东加里曼丹省巴厘巴板的壳牌石油设施，并说服壳牌公司不再从巴厘巴板运出石油。
4月28日，中央情报局袭击了市场外的印尼陆军兵营，4月30日中情局空袭了安汶的一座简易机场。5月7日又空袭了安汶机场，一架道格拉斯C-47运输机和印尼空军的一架P-51野马式战斗机被严重损坏，一些燃油桶被点燃。5月8日，中情局一架B-26轰炸机试图在安汶湾轰炸印尼海军的一艘炮舰，炸弹未击中船体，但是随后使用的机关枪使两名船员受伤。印度尼西亚国家军加强了安汶市的防控防范，配备了一些12.7 mm（0.5英寸）机枪。5月9日，中情局的B-26轰炸机再度攻击安汶，印尼的机枪手开火还击，一架印尼空军的P-51野马战斗机升空追击B-26，但仍被其逃脱。
5月15日，中情局B-26攻击安汶湾中的小型舰船Naiko号，Naiko号是印尼政府控制下为军事服务的商船，船只正从东爪哇省将一支安汶军队运回营。中情局的一枚炸弹击中Naiko号的机房，造成一名船员和16名士兵死亡，并导致船只起火。之后B-26轰炸机瞄准攻击安汶市区的军营，第一枚炸弹落入隔壁的市场中；接下来的一枚炸弹落到军营中，后弹起在冰厂附近爆炸。B-26轰炸机在5月的空袭由一名叫艾伦·波普的飞行员执行 。5月18日，波普再次攻击安汶，再度袭击了安汶的机场，摧毁了在5月7日袭击中损坏的C-47运输机和P-51战斗机 ；然后他飞向城市西部并试图攻击一艘由印尼海军护送的运兵船，印尼空军击落B-26轰炸机，波普和他的印尼电报员幸存下来被印尼军方俘获。波普的被捕立即暴露了中央情报局对宇宙斗争宪章叛乱的支持，令人尴尬的是，时任美国总统艾森豪威尔迅速终止了中情局对宇宙斗争宪章叛乱的支持，并撤回了间谍和冲突后剩余的飞机。
20世纪80年代，在印尼的移民计划中，苏哈托政府向安汶遷移了許多人口，大部分是来自人口稠密的爪哇岛的穆斯林。
1999到2002年间，安汶是馬魯古教派衝突的中心四年的冲突导致70万人流离失所、至少5,000人死亡，冲突产生了印度尼西亚立国以来最多的难民。2011年安汶骚乱再起，该宗教暴力事件导致8人死亡，包括一名15岁的少年。

## 地理

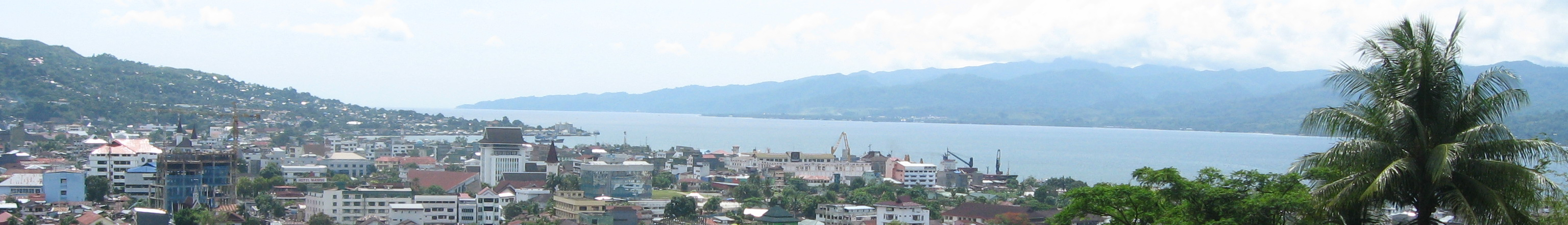

安汶市管理安汶岛的南部，岛北部和西部属于中马鲁古县。安汶市区坐落在安汶湾边，主城位于海湾以南。2017年10月31日，安汶以西的海域发生6.2级地震，震源深度30千米。

### 地形

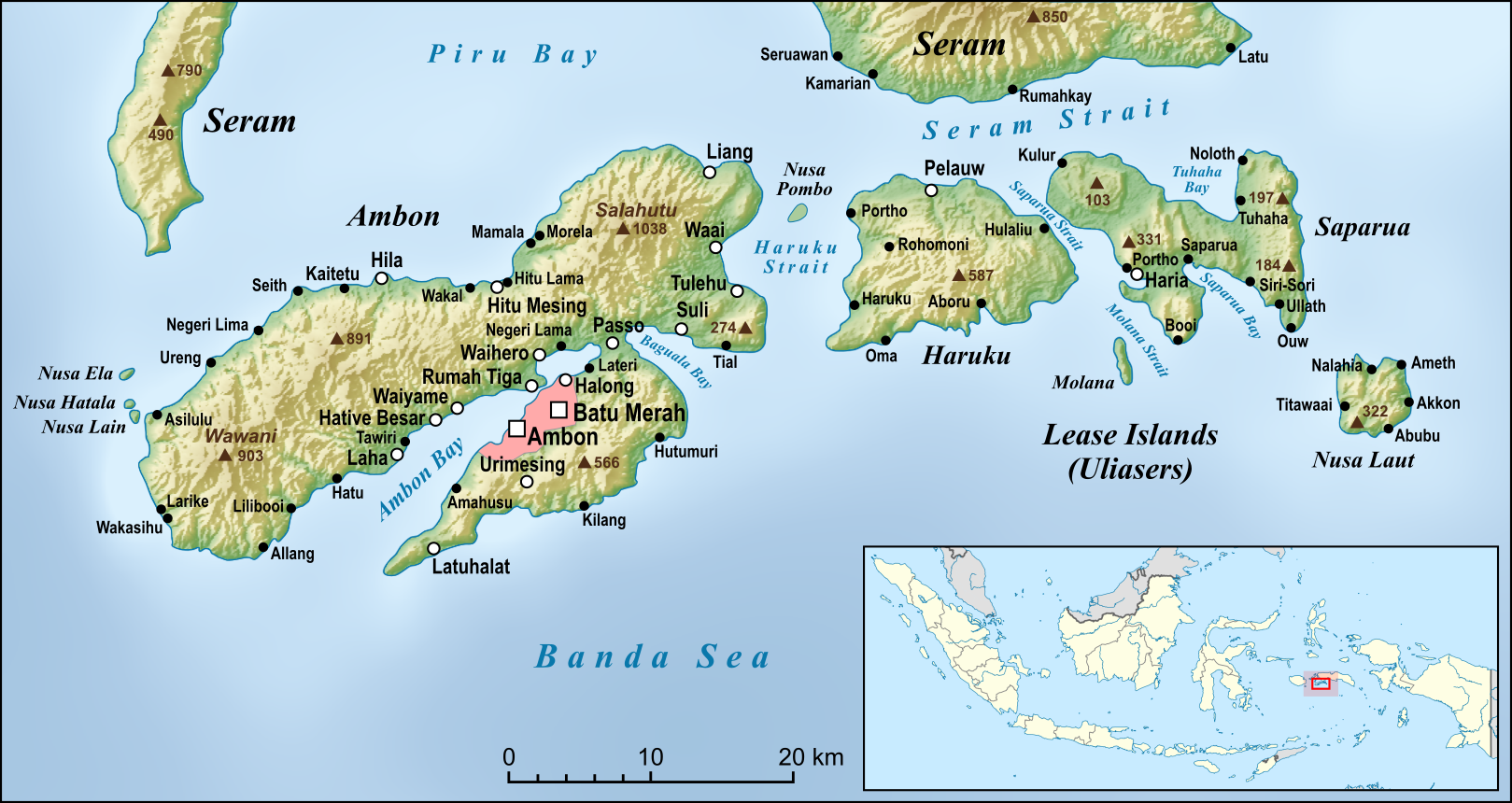
安汶市所在的利亚瑟群岛地形图，粉红即安汶城区

安汶市73%的土地属于丘陵到陡坡的山地，坡度大于20%。17%的少部分土地较平坦或坡度小于20%。安汶的地形分为以下几类：
- 相对平坦的地形，位于距海岸线0-300米的沿海地区

- 斜坡地形（向内陆100米）

- 小山上的陡峭山坡

- 山区的崎岖山地

### 气候
根据柯本气候分类法，安汶属于热带雨林气候（Af），因为这里没有真正的旱季。按照周淑贞气候分类法，安汶也属热带海洋性气候。最干燥的11月总降水量达到114（4.5英寸），6月是最湿月，降水可达638（25.1英寸）。充足的降水受到季风的影响。由于地理位置靠近赤道，全年气温几乎不变，差异不显著。最热月12月的平均温达27.2 °C（81.0 °F），最冷月7月的平均温也有25.0 °C（77.0 °F）。
| 印度尼西亚马鲁古省安汶市 | 印度尼西亚马鲁古省安汶市 | 印度尼西亚马鲁古省安汶市 | 印度尼西亚马鲁古省安汶市 | 印度尼西亚马鲁古省安汶市 | 印度尼西亚马鲁古省安汶市 | 印度尼西亚马鲁古省安汶市 | 印度尼西亚马鲁古省安汶市 | 印度尼西亚马鲁古省安汶市 | 印度尼西亚马鲁古省安汶市 | 印度尼西亚马鲁古省安汶市 | 印度尼西亚马鲁古省安汶市 | 印度尼西亚马鲁古省安汶市 | 印度尼西亚马鲁古省安汶市 |
| 月份                     | 1月                      | 2月                      | 3月                      | 4月                      | 5月                      | 6月                      | 7月                      | 8月                      | 9月                      | 10月                     | 11月                     | 12月                     | 全年                     |
| ------------------------ | ------------------------ | ------------------------ | ------------------------ | ------------------------ | ------------------------ | ------------------------ | ------------------------ | ------------------------ | ------------------------ | ------------------------ | ------------------------ | ------------------------ | ------------------------ |
| 历史最高温 °F            | 95.9                     | 95.9                     | 95.0                     | 93.0                     | 90.1                     | 86.9                     | 86.0                     | 86.9                     | 88.0                     | 91.0                     | 93.9                     | 95.9                     | 95.9                     |
| 平均高温 °F              | 88.3                     | 88.5                     | 88.0                     | 87.3                     | 85.6                     | 83.3                     | 81.5                     | 82.0                     | 84.4                     | 86.5                     | 88.0                     | 88.7                     | 86.0                     |
| 日均气温 °F              | 80.6                     | 80.6                     | 80.4                     | 80.1                     | 79.5                     | 78.1                     | 77.0                     | 77.2                     | 78.3                     | 79.7                     | 80.6                     | 81.0                     | 79.3                     |
| 平均低温 °F              | 75.4                     | 75.4                     | 74.8                     | 75.0                     | 75.2                     | 74.5                     | 73.8                     | 73.6                     | 73.9                     | 74.8                     | 75.4                     | 75.6                     | 74.8                     |
| 历史最低温 °F            | 72.0                     | 73.0                     | 72.0                     | 70.9                     | 68.0                     | 68.9                     | 68.0                     | 66.9                     | 66.0                     | 66.0                     | 70.0                     | 68.0                     | 66.0                     |
| 平均降水量               | 5.0                      | 4.7                      | 5.3                      | 11.0                     | 20.3                     | 25.1                     | 23.7                     | 15.8                     | 9.5                      | 6.1                      | 4.5                      | 5.2                      | 136.2                    |
| 历史最高温 °C            | 35.5                     | 35.5                     | 35.0                     | 33.9                     | 32.3                     | 30.5                     | 30.0                     | 30.5                     | 31.1                     | 32.8                     | 34.4                     | 35.5                     | 35.5                     |
| 平均高温 °C              | 31.3                     | 31.4                     | 31.1                     | 30.7                     | 29.8                     | 28.5                     | 27.5                     | 27.8                     | 29.1                     | 30.3                     | 31.1                     | 31.5                     | 30.0                     |
| 日均气温 °C              | 27.0                     | 27.0                     | 26.9                     | 26.7                     | 26.4                     | 25.6                     | 25.0                     | 25.1                     | 25.7                     | 26.5                     | 27.0                     | 27.2                     | 26.3                     |
| 平均低温 °C              | 24.1                     | 24.1                     | 23.8                     | 23.9                     | 24.0                     | 23.6                     | 23.2                     | 23.1                     | 23.3                     | 23.8                     | 24.1                     | 24.2                     | 23.8                     |
| 历史最低温 °C            | 22.2                     | 22.8                     | 22.2                     | 21.6                     | 20.0                     | 20.5                     | 20.0                     | 19.4                     | 18.9                     | 18.9                     | 21.1                     | 20.0                     | 18.9                     |
| 平均降水量 mm            | 127                      | 119                      | 135                      | 279                      | 516                      | 638                      | 602                      | 401                      | 241                      | 155                      | 114                      | 132                      | 3,459                    |
| 平均降水天数             | 12                       | 13                       | 12                       | 12                       | 19                       | 21                       | 22                       | 21                       | 16                       | 10                       | 10                       | 13                       | 181                      |
| 平均相對濕度（％）       | 79                       | 80                       | 83                       | 85                       | 87                       | 86                       | 85                       | 84                       | 83                       | 81                       | 80                       | 82                       | 83                       |
| 月均日照時數             | 192                      | 186                      | 211                      | 177                      | 158                      | 120                      | 115                      | 112                      | 150                      | 192                      | 219                      | 202                      | 2,034                    |
| 来源1：德国气象服务      |                          |                          |                          |                          |                          |                          |                          |                          |                          |                          |                          |                          |                          |
| 来源2：丹麦气象研究所    |                          |                          |                          |                          |                          |                          |                          |                          |                          |                          |                          |                          |                          |

## 行政区划

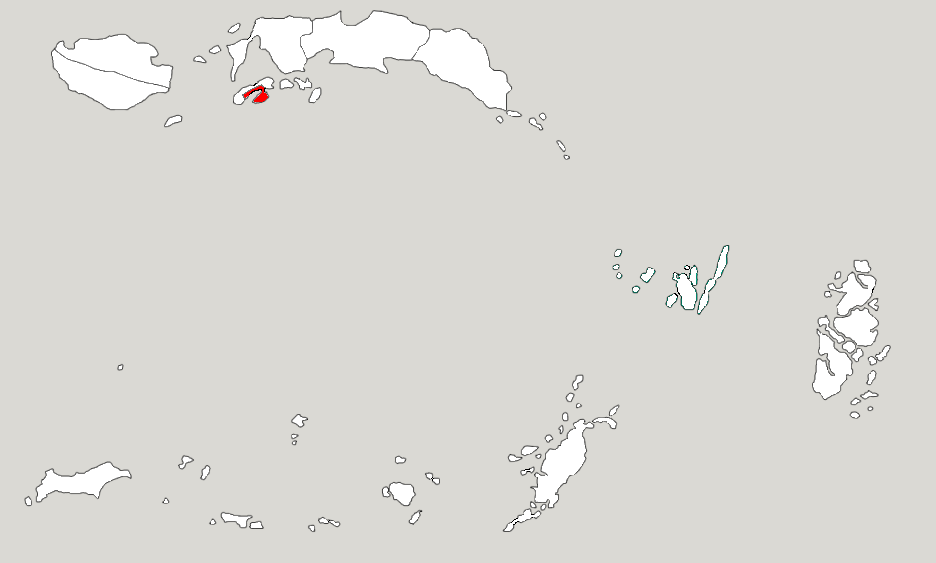
安汶市（行政区）在马鲁古省的位置

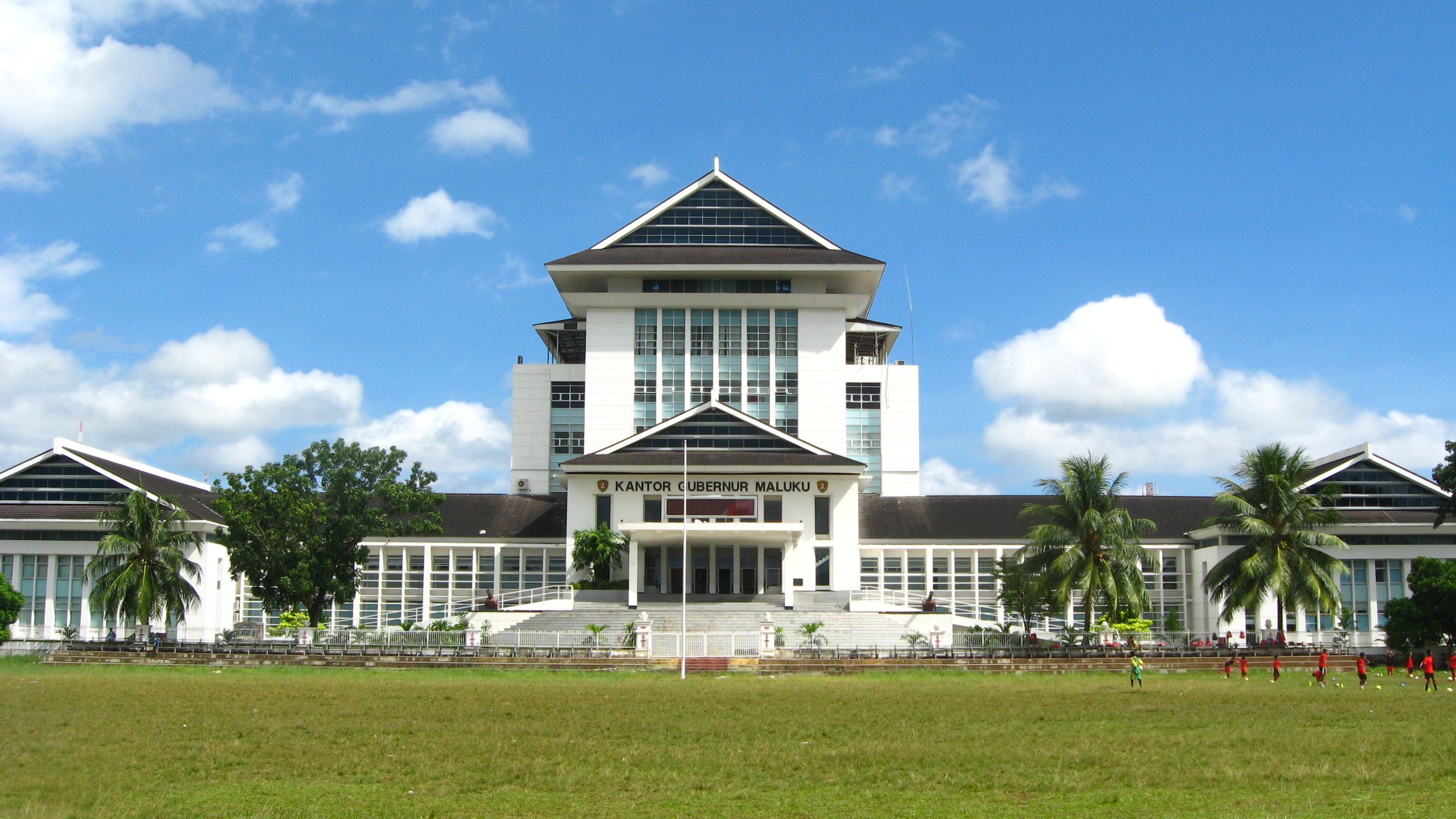
省政府机构在安汶的新办公楼

安汶市（印尼语：Kota Ambon）属印度尼西亚的第二级行政区，是一个建制市，与印尼的县平级。
安汶市下辖5个区（印尼语：kecamatan），市政府位于西里茂区。区下辖50个村，其中30个是Desa，20个是Kelurahan。
| 区                 | 人口 2010普查 | 面积 km² |
| ------------------ | ------------- | -------- |
| Nusawiwe           | 89,866        | 88.35    |
| 西里茂 Sirimau     | 140,064       | 86.81    |
| Teluk Ambon 安汶湾 | 38,451        | 93.68    |
| Baguala            | 53,472        | 40.11    |
| Leitimur Selatan   | 9,401         | 50.5     |

## 人口
根据2010年人口普查的结果，安汶市共有人口331,254；2014年安汶人口估计为395,423。历年变化如下：
| 年   | 人口    | 增长率（%） |
| ---- | ------- | ----------- |
| 2011 | 348,407 | 4.44        |
| 2012 | 354,464 | 4.35        |
| 2013 | 379,615 | 4.36        |
| 2014 | 395,423 | 4.16        |

| 安汶的宗教 | 安汶的宗教 | 安汶的宗教 | 安汶的宗教 | 安汶的宗教 |
| ---------- | ---------- | ---------- | ---------- | ---------- |
| 宗教       | 宗教       |            | 百分比     | 百分比     |
| 新教徒     | 新教徒     |            | 58.37%     | 58.37%     |
| 伊斯兰徒   | 伊斯兰徒   |            | 39.02%     | 39.02%     |
| 天主教徒   | 天主教徒   |            | 2.41%      | 2.41%      |
| 其他       | 其他       |            | 3%         | 3%         |

### 宗教
根据2010年人口普查的结果，安汶居民中58.37%是新教徒，人口192,105；39.02%属穆斯林，人口128,417；2.41%是天主教徒，人口7,943；其他占3%，包括435名印度教徒和120名佛教徒。

## 经济
2014年安汶市的经济增长率为5.96%，地区生产总值在现时市价和固定市价中均增加，与2013年相比，地区生产总值在现时市价上增长12.76％、在固定市价上增长5.96％。2014年安汶现时市价中的地区生产总值为9.9兆印尼盾，2010年安汶固定市价的地区生产总值为7.77兆印尼盾。
2014年，安汶人均国内生产总值在现时市价中上涨8.3%，固定市价中上涨1.7%。2014年安汶人均国内生产总值为2516万印尼盾，相当于1836.43美元。安汶的贫困率为4.42%，是马鲁古省中最低的。
2014年安汶市的21种产业产值都有增长。现时市价上地区生产总值涨幅最大的产业是电力和天然气行业，达34.2%；最小的是医疗健康和社会工作，仅6.61%。固定市价上地区生产总值涨幅最大的产业是电力和天然气行业，达30.54%；最小的是医疗健康和社会工作，仅2.12%。

## 交通
巴蒂穆拉国际机场是马鲁古地区的空运枢纽，位于安汶岛西部，距离安汶市区20千米。机场设施完善，已开通飞往雅加达、望加锡、泗水、万鸦老、查亚普拉等印尼大中城市的航班。虽然名称叫国际机场，但是目前没有运营的国际航线。曾经有飞往澳大利亚达尔文的国际航线，1998年起，該航線便不再復辦。近期有关于恢复安汶对外国际航班的谈话，但是没有具体说明。
红白大桥是跨越安汶湾的一座斜拉桥，长达1140米，是印尼东部最长的大桥，也是安汶的地标，用以连接海湾南北的安汶市区，于2016年4月4日开通使用。在红白大桥建起之前，从安汶市区到机场的路途大约需要1小时，大桥建起后仅需30分钟即可到达。

## 教育
2010年安汶居民的识字率为99.63%。与识字率不相符的是，安汶市的入学率却呈现负增长，2010年的入学率仅73%，而印尼全国平均水平达到96%。在2010年，小学的入学率为98.72%，初中95%，高中78%，大学45%。
目前，全市共有高等院校17所：
- 国立大学

1. 巴蒂穆拉大学（英语：University of Pattimura）
2. 安汶国立理工学院

- 私立院校

1. 安汶新教学院
2. 三一管理科学学院
3. 阿卜杜勒·阿齐兹·卡塔洛卡管理科学学院
4. 鲁图努沙经济管理学院
5. 帕萨普亚健康学院
6. 安汶达鲁萨兰大学
7. 印度尼西亚马鲁古基督教大学
8. 马鲁古海事学院
9. 明爱干事和管理学院
10. 安汶计算机科学学院
11. 安汶印度尼西亚伊斯兰学院
12. 安汶工业学院
13. 印度尼西亚福音派神学院
14. 安汶伯特利神学院
15. 安汶圣约翰斯学院

## 旅游

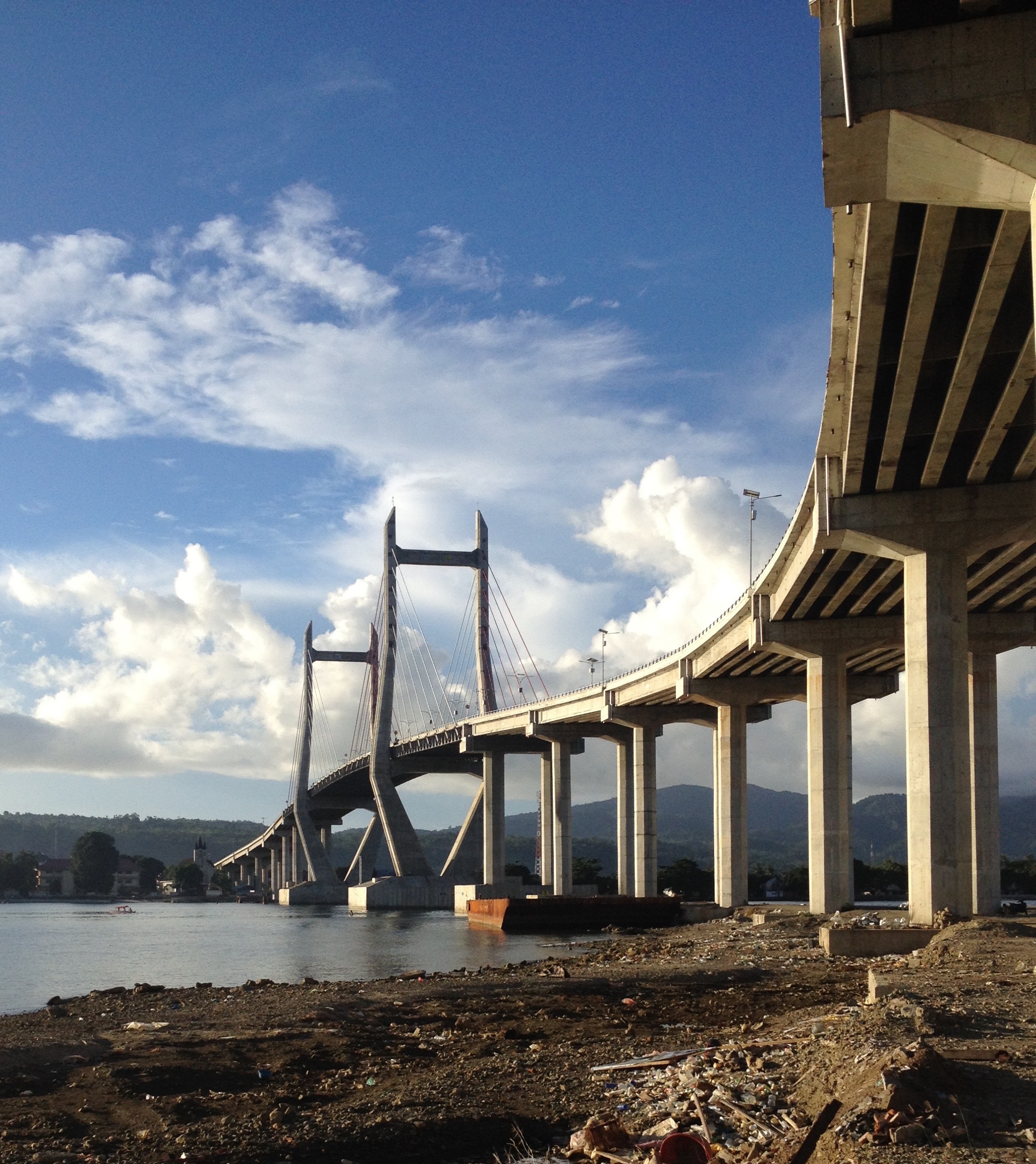
跨越安汶湾的红白大桥

安汶市有71个旅游景点分散在下属的5个区中。2015年进入安汶的游客达27,642人，其中外国游客3,642人，占旅游总人数的13.18%。外国游客中荷兰游客最多，达1,304人，占外国游客的35.81%，其次是德国和新加坡的游客。
主要名胜：
- 红白大桥
- 自由广场（Lapangan Merdeka）和巴蒂穆拉纪念碑
- 克里斯蒂娜·玛莎·蒂亚哈（Christina Martha Tiahahu）纪念碑
- 安汶广场
- 安汶湾
- Liang海滩
- Natsepa海滩
- Santai海滩度假村
- Galala-Poka渡轮渡口
- Siwalima博物馆

## 友好城市
| 城市           | 地区           | 国家     |
| -------------- | -------------- | -------- |
| 图阿尔         | 马鲁古省       | 印尼     |
| 马索希         | 马鲁古省       | 印尼     |
| 查亚普拉       | 巴布亚省       | 印尼     |
| 古邦           | 东努沙登加拉省 | 印尼     |
| 万鸦老         | 北苏拉威西省   | 印尼     |
| 弗利辛恩       | 泽兰省         | 荷兰     |
| 达尔文         | 北领地         | 澳大利亚 |
| 帝力           | 帝力区         | 东帝汶   |
| 海法           | 海法区         | 以色列   |
| 乔治市（槟岛） | 槟城州         | 马来西亚 |

## 资料来源
- Conboy, Kenneth; Morrison, James. . Annapolis: 美国海军研究所. 1999. ISBN 1-55750-193-9.
- Kahin, Audrey R; Kahin, George McT. . Seattle and London: 华盛顿大学出版社（英语：University of Washington Press）. 1997 [1995]. ISBN 0-295-97618-7.